# Naoko Kawashima
Pour les articles homonymes, voir Kawashima.
Naoko Kawashima (川嶋 奈緒子, Kawashima Naoko), née le 7 avril 1981 à Tokyo, est une nageuse synchronisée japonaise.

## Carrière
Lors des Jeux olympiques de 2004 à Athènes, Naoko Kawashima remporte en ballet avec Miya Tachibana, Miho Takeda, Juri Tatsumi, Yoko Yoneda, Michiyo Fujimaru, Saho Harada, Kanako Kitao et Emiko Suzuki la médaille de bronze olympique.
Elle participe aux Jeux olympiques d'été de 2008 à Pékin, se classant sixième en ballet.